# یاروخووک
یاروخووک (به لاتین: Jarochówek) یک روستا در لهستان است که در گمینا داشنا واقع شده‌است. یاروخووک ۱۰۰ نفر جمعیت دارد.